# Wallace Collection (gruppo musicale)
I Wallace Collection sono un gruppo di rock sinfonico belga, attivo principalmente tra la fine degli anni sessanta e l'inizio degli anni settanta.

## Storia
I Wallace Collection ebbero base in Inghilterra e presero il loro nome dal museo omonimo che si trovava a breve distanza dalla sede della loro casa discografica, la EMI.
Il loro album di esordio, Laughing Cavalier, fu inciso negli studi Abbey Road nel 1969. I loro singoli più famosi in Italia furono Daydream e Fly Me to the Earth.
Non va dimenticata "Serenade" del 1970, canzone molto melodica che nella long version vantava un'introduzione classicheggiante a base di archi.
Nel 1971 hanno partecipato al Festival di Sanremo presentando in abbinamento con Sergio Menegale il brano Il sorriso, il paradiso scritto da Gianni D'Errico, che si è classificato al quattordicesimo posto, ultimo tra i finalisti.
Il loro chitarrista e cantante Sylvain Vanholme successivamente formò il trio Two Man Sound, noti per il brano del 1978 Disco samba, che contiene remix di canzoni brasiliane ed è associato alla festa di Capodanno e al Carnevale.
Negli anni duemila il gruppo si è ricostituito con una formazione diversa.

## Formazione
- Sylvain Vanholme (chitarra, voce)
- Freddy Nieuland (batteria, voce)
- Marc Hérouet (tastiere)
- Christian Janssens (basso)
- Raymond Vincent (violino)
- Jacques Namotte (violoncello)